# Walter Rudin
Walter Rudin (ur. 2 maja 1921 w Wiedniu, zm. 20 maja 2010 w Madison) – amerykański matematyk związany z Uniwersytetem Wisconsin–Madison.

## Życiorys
Pochodził z żydowskiej rodziny, która wyemigrowała z Austrii do Francji w 1938 roku. W 1949 roku obronił doktorat na Uniwersytecie Duke'a. Od 1953 roku do śmierci żonaty z matematyczką Mary Ellen Rudin. 
Autor klasycznych podręczników analizy matematycznej (w tym funkcjonalnej i zespolonej). W 1993 roku został laureatem nagrody Nagrody Steele’a.

## Książki
- Principles of Mathematical Analysis. pol. Podstawy analizy matematycznej.
- Real and Complex Analysis. pol. Analiza rzeczywista i zespolona
- Functional Analysis. pol. Analiza funkcjonalna.
- Fourier Analysis on Groups.
- Function Theory in Polydiscs.
- Function Theory in the Unit Ball of Cn.